# Leodice viridis
Leodice viridis är en ringmaskart. Leodice viridis ingår i släktet Leodice och familjen Eunicidae. Inga underarter finns listade i Catalogue of Life.